# Valerio Scarabellotto
Valerio Scarabellotto (Roma, 26 agosto 1905 – La Valletta, 9 luglio 1940) è stato un ufficiale e aviatore italiano, eroe di guerra e decorato con la Medaglia d'oro al valore militare alla memoria durante il corso della seconda guerra mondiale. Insignito anche di due Medaglie d'argento e una Croce di guerra al valor militare.

## Biografia
Nacque a Roma il 26 agosto 1905. Il 1º settembre 1925 partì per prestare servizio militare nel Regio Esercito, iniziando a frequentare il corso per Allievo Ufficiale di Fanteria. Il 1º luglio 1926 fu nominato sottotenente di completamento dell'arma di fanteria, assegnato al 151º Reggimento, per essere congedato il 30 agosto dello stesso anno.
Nel corso del 1927 fu richiamato in servizio presso il Ministero dell'aeronautica, dove seguì un corso di pilotaggio per ottenere il brevetto di pilota militare, conseguendolo nel 1928. Entrato in servizio presso la Scuola di Osservazione Aerea, nel corso del 1932 fu promosso al grado di tenente. Il 7 marzo 1935 partì come volontario per la Somalia, imbarcandosi a Genova con il 7º Stormo Bombardamento Notturno. 
Sbarcato a Massaua il 5 aprile, il giorno 7 dello stesso mese la sua squadriglia si trasferì in volo a Mogadiscio iniziando immediatamente i voli di addestramento in vista dell'inizio delle operazioni contro l'Etiopia. Il 4 ottobre dello stesso anno l'Italia attaccò l'Etiopia, ed egli si distinse subito nel corso dei combattimenti, volando a bordo dei bombardieri Caproni Ca.101bis della 9ª Squadriglia del 25º Gruppo. Nel gennaio 1936 fu promosso capitano per merito di guerra, venendo decorato con la Croce di guerra al valor militare nel maggio successivo per la sua partecipazione alla conquista di Irgalem.
Rientrato in Italia, nel 1938 partì volontario per combattere nella guerra civile spagnola, in seno alla 261ª Squadriglia del 30º Stormo Bombardamento Veloce, equipaggiata con i bombardieri trimotori Savoia-Marchetti S.79 Sparviero. Prese parte a numerose azioni belliche contro importanti obiettivi nemici distanti circa 350 km dalla base di partenza, volando sul mare aperto, venendo decorato con due Medaglie d'argento al valor militare. Durante una missione su Valencia una granata antiaerea gli squarciò un'ala e un serbatoio della benzina, ma egli riuscì comunque a portare a termine la missione, rientrando poi alla base. 
Il 9 aprile 1938 rientrò in Patria, assegnato come comandante alla 192ª Squadriglia, 87º Gruppo, 30º Stormo equipaggiato con velivoli S.79.
All'entrata in guerra del Regno d'Italia, il 10 giugno 1940, la sua squadriglia si trovava schierata sulla base aerea di Sciacca (Sicilia) da dove iniziava subito ad operare contro obiettivi inglesi in Africa settentrionale, nel Mediterraneo e su Malta. 
Partecipò alla battaglia di Punta Stilo operando in supporto alle unità della Regia Marina contro quelle della Royal Navy inglese.
Il 9 luglio, in contemporanea allo scontro di Punta Stilo, partì con il suo S.79 per una missione di ricognizione diurna su Malta scortato da 6 caccia Fiat C-R.42 Falco. Da Malta si alzarono in volo due Hawker Hurricane inglesi della Royal Air Force per intercettare la formazione italiana. Uno scompaginò la scorta, mentre l'altro con ai comandi l'allora Flight Lieutenant George Burges sparò sul suo aereo danneggiandolo al punto di essere convinto di averlo abbattuto, vedendolo perdere quota in fiamme. Non fu così, egli pur ferito a morte, prima di dissanguarsi riuscì a mantenere il controllo dell'aereo e a dare istruzioni per consentire un atterraggio di emergenza sull'aeroporto di Comiso, effettuato poi dal sottotenente Pietro Donà delle Rose, contribuendo a salvare i superstiti membri dell'equipaggio prima di morire Per questo fatto fu decorato con la Medaglia d'oro al valor militare alla memoria.
A lui fu intitolato il 30º Stormo dell'Aeronautica Militare ricostituito sull'aeroporto di Cagliari-Elmas il 1º gennaio 1973 e non più operativo dal 31 luglio 2002. Il comune di Ladispoli in provincia di Roma ha intitolato una piazza al capitano Scarabellotto e vi ha posto una lapide. Anche il comune di Roma ha dedicato una strada che si trova nel quartiere Trionfale. La sezione dell'Associazione Arma Aeronautica di Ladispoli-Cerveteri porta il suo nome.

### Curiosità
L'aereo di Scarabellotto fu il primo aereo abbattuto dal tenente George Burges ai comandi di un Hurricane. Si trattava di uno dei primi quattro Hurricane arrivati a Malta alla fine del giugno 1940, cioè pochi giorni prima. Burges sopravvisse al conflitto divenendo un asso dell'aviazione con un totale di 7 aerei abbattuti più due probabili. È morto il 26 novembre 1990.

### Annotazioni
1. ↑  Dall'inizio delle operazioni, e fino al 20 gennaio 1936 prese parte a 18 azioni di bombardamento volando su velivoli Ca.101bis, totalizzando 53h 40' di volo.
2. ↑  Sostenne anche sette combattimenti con la caccia nemica, riuscendo ad abbattere cinque velivoli avversari.
3. ↑  Partecipò ad altre 20 azioni di bombardamento contro obiettivi nemici, venendo attaccato altre tre volte dalla caccia nemica, e subendo sempre una fortissima reazione contraerea.
4. ↑  Si trattava di sei aerei appartenenti alla 72ª Squadriglia, 17º Gruppo Caccia Terrestre, al comando del maggiore Bruno Brambilla.
5. ↑  Sul velivolo S.79 nº4 (M.M. 21305), appartenente della 194ª Squadriglia, si trovavano il capitano pilota Valerio Scarabellotto, il sottotenente pilota Pietro Donà delle Rose, il maresciallo pilota Giuseppe Marconi, il sergente maggiore motorista Ivo Ghetti, il 1º aviere marconista Italo De Rui, e l'aviere scelto armiere Augusto del Nero. Il sottotenente Donà delle Rose, appartenente alla Regia Marina, si trovava a bordo come Ufficiale osservatore.
6. ↑  Nell'azione rimase ucciso anche l'aviere scelto armiere Augusto del Nero, che fu decorato con la Medaglia d'argento al valor militare alla memoria.

### Fonti
1. 1 2 3  Ufficio Storico dell'Aeronautica Militare 1969, p. 257.
2. 1 2 3 4  Combattenti Liberazione.
3. 1 2 3 4 5  Petrarulo 1961, p. 121.
4. ↑  Lioy 1965, p. 104.
5. ↑  Lioy 1965, p. 200.
6. ↑  Ufficio Storico dell'Aeronautica Militare 1977, p. 94.
7. ↑   Vincenzo Squillacioti, La battaglia di Punta Stilo, su web.tiscalinet.it, La Radice, Data pubblicazione 30-06-1998. URL consultato l'11 giugno 2007.
8. 1 2  (EN) Group Captain George Burges, su surfcity.kund.dalnet.se, Biplane fighter aces, Data pubblicazione 04-06-2002. URL consultato l'11 giugno 2007.
9. ↑   Una pagina di storia, su xoomer.alice.it. URL consultato l'11 giugno 2007.
10. ↑   Cerimonia di chiusura del 30º Stormo (RTF), su 195.94.151.30, Aeronautica Militare Italiana. URL consultato il 12 giugno 2007 (archiviato dall'url originale il 7 ottobre 2007).
11. ↑  Bollettino Ufficiale 1940, disp.35, pag.1190 e Bollettino Ufficiale 1942, disp.8, pag.366.